# NCIS: Hawaiʻi
NCIS: Hawaiʻi (původně NCIS: Hawaii) je americký krimiseriál, který se točí kolem fiktivního týmu speciálních agentů z NCIS, jenž vede vyšetřování trestných činů souvisejících s námořnictvem a námořní pěchotou USA na ostrově Havaj. Jedná se o třetí spin-off seriálu Námořní vyšetřovací služba. Seriál byl stanicí CBS oficiálně objednán 23. dubna 2021. Jedná se o první seriál z franšízy, který se představí samostatně a nikoli úvodním dvojdílem v původním seriálu Námořní vyšetřovací služba. 

## Synopse
Seriál sleduje příběhy fiktivního týmu agentů Námořní vyšetřovací služby (NCIS) přezdívaného NCIS: Pearl, který operuje na Havaji.

## Obsazení
- Vanessa Lachey – Jane Tennant, zvláštní agentka a šéfová NCIS: Pearl
- Yasmine Al-Bustami – Lucy Tara, zvláštní agentka, nová posila týmu
- Jason Antoon – Ernie Malik, počítačový specialista NCIS: Pearl